# علم الصينيات العربي
يشير مصطلح علم الصينيات إلى الدراسة الأكاديمية التي تختص بالصين من خلال دراسة لغتها وأدبها وتاريخها. كما يشمل آدابها وفنونها وعاداتها وتقاليدها وفلسفتها ودينها وتطورها عبر العصور. وكان هذا العلم يطلق ويراد به فقه اللغة، حيث كان التحليل النصي من سماته الرئيسية عند تأسيسه في النصف الأول من القرن التاسع عشر. وكان يتميز بنهج نصي ولغوي قوي بمعنى ضيق، حيث أنه يسعى إلى تحديد معنى النصوص، في الغالب مع أغراض الترجمة. وقد اختلفت الآراء ووجهات النظر بشأن تاريخ ظهور مصطلح علم الصينيات (سينولوجي) بوصفه فرعا من فروع المعرفة الذي يتعامل مع اللغة الصينية والموضوعات ذات الصلة. تشير بعض الآراء إلى أن المصطلح ظهر عام 1814، بينما يذكر عالم الصينيات نيكولاس ستاندرت بأن العالم الإيطالي أنتونيو مونتوتشي هو أول من أطلق كلمة "سينولوجوس" للإشارة إلى دراسة اللغة الصينية.

## العرب وعلم الصينيات

### علم الصينيات العربي
ذكرت المصادر التاريخية بأن العلاقات بين العرب والصين قديمة جدًّا، ترجع إلى القرن العاشر قبل الميلاد أو ما يزيد. ولعل ما يؤكد هذا القول رحلة الملك الصيني مو وانج، من مملكة شو، الذي حكم ما بين عامي (1001 – 946) قبل الميلاد، حيث زار بلاط بلقيس ملكة سبأ في القرن العاشر قبل الميلاد، وتنزه على شاطئ بحيرتها الاصطناعية. وقد دعم هذا الرأي الباحث الألماني فون أ. فوركه، في بحثه المنشور عام 1904. وعلى الرغم من أن جذور العلاقات العربية الصينية متوغلة منذ القدم؛ إلا أنها بدأت تأخذ منحًى جديدًا في نحو القرن الثاني قبل الميلاد تقريبًا، وهي المدة التي تعود إلى حكم أسرة هان للصين. وترجع جذور العلاقات التجارية بين العرب والصين كذلك إلى نحو عشرة قرون قبل الميلاد؛ إذ تُعد التجارة من أهم العوامل التي تؤسس العلاقات البشرية، بالرغم من أنها كانت عبارة عن تجارة محدودة تمارس في إطار ضيق.
تشير المصادر التاريخية الصينية إلى أنَّ الصينيين كانت لديهم معرفة قوية بالعرب قبل الإسلام بعدة قرون، حيث يرجع تاريخ العلاقات بين الحضارتين إلى قبل الإسلام. كانت سياسة أسرة هان (206 ق.م - 8م) تهدف إلى فتح طرق تجارية مع الأقاليم الغربية للصين والمقصود بها حالياً آسيا الوسطى، والهند وغرب آسيا وصولاً إلى شبه الجزيرة العربية وإفريقيا. تشكل تلك الحقبة من الزمن مرحلة تعارف بين الحضارتين، والتي على أساسها استطاعت الدعوة الإسلامية الوصول إلى مناطق الصين الساحلية.
يُعدُّ الرحَّالة العرب من أوائل الذين قدموا صورة واضحة عن الصين وتاريخها وحضارتها، وتقدمها الحضاري، وعن المجتمع الصيني، ورسموا صورة عن معاملات البلد وأنشطته، ونظمه، ووصف أقاليمه، ومدنه. كما أن الكتابات الجغرافية للرحالة العرب تتضمن أسلوب الوصف الجغرافي لجوانب متعددة في الصين، وأهم الآثار فيها، إضافة إلى وصف الحالة الاجتماعية والدينية. وبما أن دور مدونات الرحالة العرب بارز في تاريخ علم الصينيات العربي، منذ القرن السابع وما بعده، أطلق عليه بعض الدارسين علم الصينيات الرحالة.
وتتضمن كتب الرحالة العرب الوصف لجوانب حيوية للصين كالزراعة والمعادن، والأحوال الاقتصادية، مع الإشارة إلى الوصف الطوبوغرافي، وهذه المعلومات هي التي جعلت مذكرات رحلاتهم ذات أهمية، مما يدل بأن الرحَّالة العرب مهّدوا الطريق إلى علم الصينيات بمعناه الواسع قبل إطلاق المصطلح بقرون. فقد سارت الرحلات البرية البحرية العربية وكتاباتهم الجغرافية إلى الصين جنبًا إلى جنب مع المدونات التاريخية الصينية لتكن شاهدًا عن التبادلات الدبلوماسية والتجارية، ودالةً على اتخاذها نمطًا حضاريًّا راقيًا ممتد منذ (2000) عام قبل الميلاد، ومنذ ذلك التاريخ ظل التواصل العربي مع الصين، حتى أصبح للعرب والمسلمين المعرفة الحصرية عن الصين من القرن السابع حتى القرن الثاني عشر الميلادي.

### القرن السابع الميلادي
أكدت الدراسات التاريخية أن العرب المسلمين دخلوا الصين منذ عهد الصحابة لنشر الإسلام، وذلك عندما بشر الصحابة الأربعة في الصين وهم - سعد بن أبي وقاص، وجعفر بن أبي طالب، وجحش بن رياب اعتبارًا من عام 616/17 وما بعده. وفي عهد الإمبراطور يونغلي، وصل أول أسطول صيني إلى شواطئ الجزيرة العربية بقيادة تشنغ خه في رحلته الرابعة عام 1412م. يتبين مما سبق أن هناك احتكاك بين الصين والعرب من زمن بعيد، كما أن هناك علاقات ثقافية والتجارية قائمة بين الحضارتين العربية والصينية، مما يقتضي تعلم اللغة الصينية من قبل العرب الزوار والعكس. إلا أنه لم تكن هناك إشارة إلى أن العرب قاموا في تلك الحقب بدارسة اللغة الصينية بشكل عميق، والسبب في ذلك يرجع إلى أن الهدف من الزيارات غالباً كان نشر الإسلام.
لم تتغير الأمور كثيرًا منذ القرن السابع الميلادي حتى بدأ الإسلام في الازدهار. من القرن السابع إلى القرن الثامن، مع ازدهار الإسلام، توسع تأثير الشعوب العربية من الشرق إلى الغرب. هكذا ظهرت الإمبراطورية الإسلامية، وامتدت عبر غرب آسيا وشمال إفريقيا وجنوب أوروبا. عندما انتهى تشكيل الدولة في عهد الخليفة المنصور، بدأ العرب في ترجمة الكتب اليونانية بناءً على الترجمات السريانية بالتعاون مع الفرس.

### القرن الثامن إلى العاشر الميلادي
تعلم العرب الجغرافيا خلال دراساتهم للكتب اليونانية فرسموا الخرائط من أجل تسهيل الأعمال التجارية وأداء مناسك الحج. ومن أهم ما كتب في هذا المجال كتاب "المسالك والممالك" الذي كتبه أبو القاسم عبيد الله المعروف بابن خرداذبة. ذكر الجغرافي المسلم في هذا الكتاب المسافات بين البلدان والطرق التجارية المعروفة والموانئ التجارية على نهر اليانغتسى على الساحل الجنوبي للصين، مشيراً إلى أهم السلع والبضائع التي يتم إنتاجها في الصين.
وبحلول القرن التاسع والعاشر الميلادي، أرسى العرب دعائم السينولوجيا في كتاباتهم في مجال الجغرافيا وأدب الرحلات. نجد كتّاب أمثال أبي الحسن المسعودي وأبي زيد حسن السيرافي النويري يصفون الصين والأوضاع السياسية والاقتصادية والاجتماعية في مدوناتهم في تلك الحقبة. ولا أدل على ذلك من كتاب أبو زيد السيرافي "أخبار الصين والهند" والذي خصص جزءً مستقلاً للصين يشمل وصفاً لمدينة قوانتشو، فأصبح مادة تاريخية عربية عن الصين حظيت بتقدير كبير في تاريخ علم الصينيات في القرن التاسع عشر.
كان القرن العاشر هو العصر الذهبي للجغرافيا العربية. بعد القرن الحادي عشر، لم يكن هناك كتابات جديدة تتعلق بعلم الصينيات سوى ملخصات أو إعادة كتابة لأعمال القرنين التاسع والعاشر. ولذلك، لم تكن معرفة العرب بالصين أكثر مما كانت في القرنين الماضيين. لم يكن الجغرافيون العرب فقط هم من تناولوا الصين في كتاباتهم، بل إن المؤرخين العرب سجلوا المعرفة الصينية في كتبهم أمثال الطبري في كتابه "تاريخ الرسل والممالك" في القرنين التاسع والعاشر، حيث أورد الحديث عن الحياة السياسية في الصين في تلك الحقبة. كما تناولت تلك الكتب البيان عن علاقات الصين مع الدولة الساسانية في فارس. وتجدر الإشارة إلى أنه منذ القرن السابع إلى القرن الثاني عشر الميلاديين، كانت المعرفة بالشرق الأقصى في حوزة العلماء والمسافرين العرب بشكل شبه حصري. كان هناك عدد قليل من الإرسال المباشر من أوروبا الغربية.
قام العرب مثل أبو الحسن علي المسعودي، والذي يعد شخصية تاريخية مشهورة في شبه الجزيرة العربية، بإسهامات كبيرة في علم الصينيات. فقد سافر المسعودي في جميع أنحاء العالم منذ أن كان طفلاً، وزار أماكن بعيدة. في العام 915، زار الهند وسيلان وتشامبا والمناطق الساحلية في الصين، ومن ثم زار زباغ وتركستان في آسيا الوسطى. وتوفي في عام 956، وهو مؤلف كتاب "مروج الذهب" الذي يتناول التاريخ والجغرافيا ومجالات أخرى. كان لديه العديد من السجلات حول الصين، وكانت هذه السجلات مشهورة بين علماء الشرق.
كان كتاب أبو زيد "عن الصين والهند" مادة تاريخية عربية معروفة تحظى بتقدير كبير. كان للكتاب جزئين مستقلين، الجزء الأول كان "تاريخ الشؤون الهندية والصينية" لمؤلف مجهول، والجزء الثاني كان "مجموعة إشاعات الهند والصين" لأبو زيد. وكان الجزء الأول عبارة عن مجموعة مختارة من "التجارب الصينية" لسليمان ومصادر أخرى مجهولة، وقد تمت كتابتها وتسجيلها في عام 851، جنبًا إلى جنب مع تجاربهم في الهند.

### القرن العشرون وما بعده
في القرن العشرين، أدت مشاريع التعاون بين الصين والدول العربية إلى تطور علم الصينيات في البلدان العربية لا سميا بعد توسيع نطاق التعاون الصيني- العربي في مجال التعليم مع بعض الاختلاف حسب مستوى التعاون. ومنذ إقامة العلاقات الدبلوماسية بين الصين ومصر في عام 1956م، بدأت مصر فتح تخصص اللغة الصينية في الجامعات المصرية، ولكن على نطاق صغير آنذاك. وبالإضافة إلى مصر، كانت هناك أنشطة لتعليم اللغة الصينية في الكويت أيضا، لكن توقفت بعد فترة قصيرة. ازداد عدد العرب الذين يتعلمون اللغة الصينية. كما افتتح معهد بورقيبة للغات الحديثة في تونس، وهو متخصص في اللغة الصينية عام 1977م. كما خصصت جامعة القاهرة برنامجا لتعليم اللغة الصينية في سبتمبر 2004م.
سعى العلماء العرب للتعمق أكثر في علم السينولوجيا لأغراض أكاديمية وسياسية وثقافية ودبلوماسية من أجل بناء جسر للتواصل بين الشعبين العربي والصيني. كما زاد اهتمامهم بتاريخ الصين كثيرًا. تم نشر العديد من الكتب المتعلقة بتاريخ الثقافة الصينية وشعبها باللغة العربية. في عام 2020م، بعد أن أمضى قرابة ست سنوات قنصلاً في غوانزو، نشر الدكتور علي بن غانم الهاجري، الدبلوماسي القطري الذي يُعتبر من العرب الذين يمتلكون الكثير من الأعمال الأكاديمية العربية الأصيلة في علم الصينيات، كتاب "تشنغ خه، إمبراطور البحار الصيني". يغطي الكتاب تاريخ ومغامرات قائد صيني اسمه تشنغ خه الذي سافر بأسطوله حول العالم المعروف آنذاك في سبع رحلات بين عامي 1415 و 1432م. وقد كتب قبل ذلك رواية "أسطول الشمس" المستوحاة من قصة القائد الصيني. وتعتبر الرواية أول رواية عربية مع شخصيات صينية، كما حققت شهرة كبيرة في العالمين العربي والصيني، رغم أنها لم تنشر إلا مؤخرا حيث ترجمت إلى أكثر من ثلاث لغات. وأنتج في ضوء هذه الرواية فيلما وثائقيا (طريق الشمس) في قوانزو في عام 2021م تحت الإرشاد من مكتب الإعلام للمقاطعة والإنتاج المشترك من محطة الإذاعة والتلفزيون والقنصلية العامة لدولة قطر في غوانزو. وقد تناول الفلم آثار تاريخية للتواصل بين الصين والخليج العربي.
صدر كتاب «إمبراطور الشرق تشودي» للهاجري، يوسع فيه تاريخ الإمبراطور يونغلي والاستقرار السياسي الذي وصلت الصين إليه تحت حكمه، حيث عكس نفسه على الجوانب الحضارية، التي هي الأخرى لقيت كل الاهتمام والعناية من هذا الإمبراطور؛ وأولى اهتماماً خاصاً بالتنظيم الإداري والمالي، فقد عمل الإمبراطور على تجديد بعض نظمه وسن قوانين جديدة، إلى الجانب الاقتصادي والذي نما وازدهر بشكل كبيرا نتيجة الاستقرار السياسي. كما نشر كتاب "الصين في عيون الرحالة"، وهو كتاب تعمق في تاريخ الصين القديمة من خلال الاستكشافات التي قام بها الرحالة والمستكشفون. وقد صدرت ترجمة الكتاب في اللغة الصينية من قبل دار الجنوب الحكومية الصينية للنشر عام 2020م بمشاركة كل من الأستاذة وانغ يوي تينغ والدكتورة وانغفو من جامعة الدراسات الدولية ببكين. كما كتب الهاجري كتاب "الفنون في عهد أسرة مينغ"، الذي شرح فيه التطور السياسي والاقتصادي لسلالة مينغ والتطور التاريخي للثقافة الصينية. أربعة من كتبه مترجمة إلى اللغة الصينية. جاء كتاب الدكتور علي بن غانم الهاجري "أوراق اقتصادية على طريق الحرير" يتناول مبادرة الحزام والطريق الصينية ويبحث في هذه المبادرة بمنظور مختلف، حيث تحدث في ثمانية أوراق عن طريق الحرير بين المفهوم والتوسع، وصناعة التاريخ الاقتصادي في الألفية الثالثة، واقتصادات النقل في ميزان المبادرة الصينية، فضلاً عن مواقف دول العالم خصوصاً الشرق الأوسط ودول أفريقيا والولايات المتحدة والهند تجاه المبادرة.
ازداد اهتمام العرب بعلم الصينيات ومباحثه، وتضاعفت جهودهم في تأصيل علم الصينيات العربي خصوصاً في الآونة الأخيرة. وكان من نتاج ذلك تأليف علي بن غانم الهاجري لكتاب "علم الصينيات العربي ودراسة الصين المعاصرة" تحدّث فيه عن تاريخ هذا العلم لدى العرب والأوروبيين والعلاقات العربية الصينية منذ زمن بعيد. وكان هذا الكتاب من أوائل الكتب التي تتناول هذا الميدان تاريخيا ونظرياً بأسلوب علمي أكاديمي في الوطن العربي. وظهر له كذلك كتاب "Sinology: The Study of Contemporary China in Europe " ناقش فيه تاريخ وتطور علم الصينيات في الغرب خصوصاً في أوروبا. وللسفير السوداني لدى الصين، جعفر كرّار مبادرات في رصد تاريخ العلاقات الصينية العربية على المستوى الدبلوماسي والسياسي.
وقد تمت ترجمة كتب كثيرة من اللغة الصينية إلى العربية ضمن هذه الجهود. حيث تُرجم أكثر من 700 كتاباً حول شعب الصين وثقافتهم واقتصادهم وأدبهم وفلسفتهم إلى اللغة العربية من قبل بيت الحكمة (House of Wisdom) الواقعة في منطقة نينغشيا هوي، شمال غرب الصين منذ تأسيسها في عام 2011م.